# Flemming Andersen

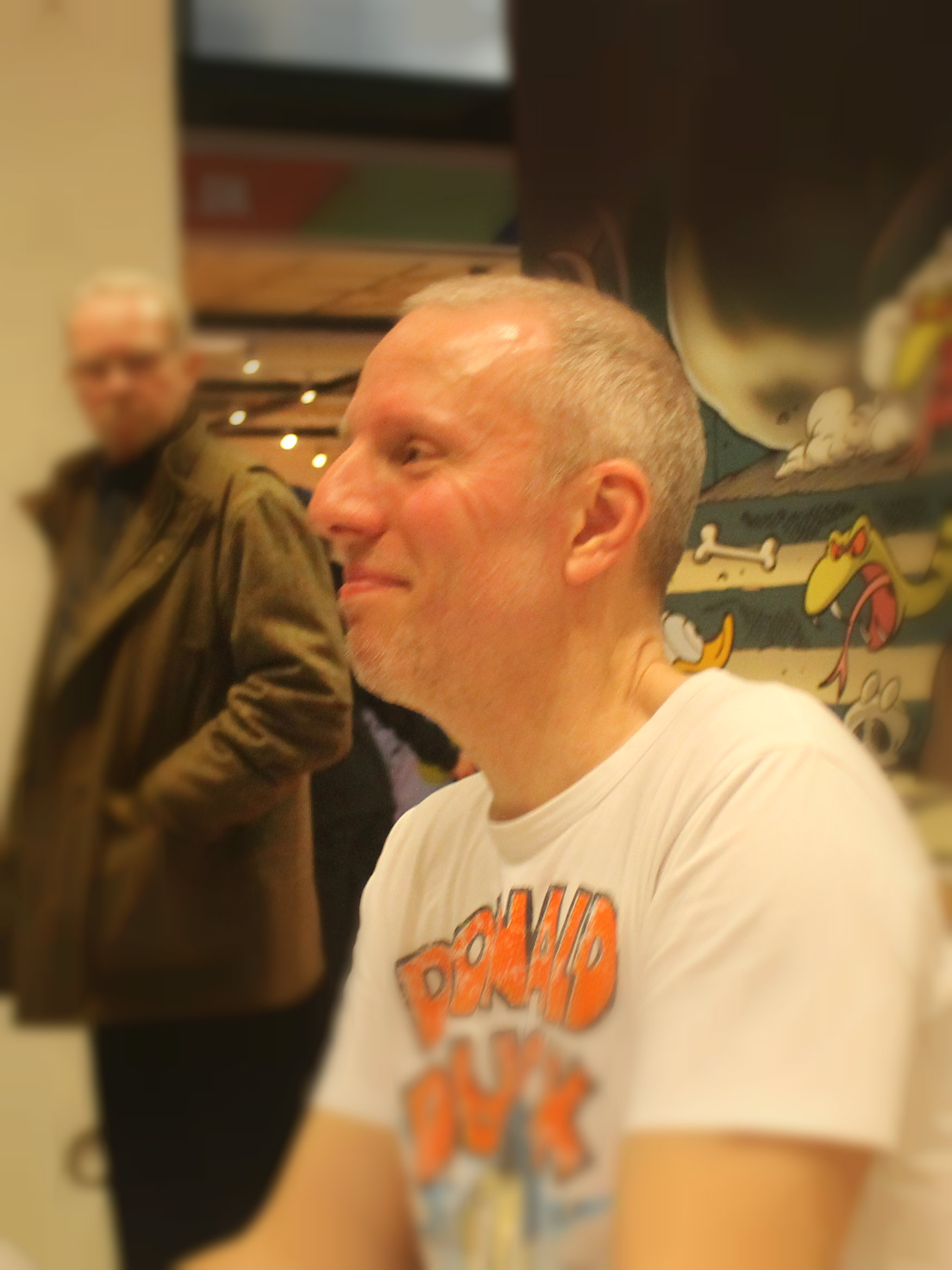
Flemming Andersen (2019)

Flemming Andersen (* 2. Juni 1968 in Kopenhagen) ist ein dänischer Comiczeichner, der aufgrund seiner Arbeit für Disney bekannt wurde.

## Leben
Flemming Andersen wurde am 2. Juni 1968 in Kopenhagen geboren und war bereits als Kind von Storm P., einem dänischen Karikaturisten, sowie später belgischen Parodisten fasziniert. Bereits als Schüler war Comiczeichner sein Berufswunsch, sodass er nach Beendigung der Schule und des Militärdienstes nach einer Stelle bei einer Werbeagentur suchte. Dabei erhielt er zufällig den Hinweis, dass der Egmont Ehapa Verlag Comiczeichner suchte, und bewarb sich, woraufhin er im Jahr 1991 eingestellt wurde.
In den folgenden Jahren widmete sich Andersen intensiven Studien zur Perfektionierung seines Stils. Bis heute zeichnet er Comics für das Lustige Taschenbuch und das Micky Maus-Magazin. Seit 1999 kommen Illustrationen für Bücher hinzu.
Seit 2016 zeichnet er auch Disney-Comics für den niederländischen Sanoma-Verlag.

## Stil und Vorbilder
Andersens Comics gelten als sehr actionreich und teilweise sogar schrill, wodurch sie einen hohen Wiedererkennungswert besitzen. Er zeichnet dabei fast ausschließlich die Ducks, diese in Lustigen Taschenbüchern und Micky-Maus-Magazinen, wo er beispielsweise zahlreiche Rätselcomics beisteuerte. Seine Vorbilder sind dabei Carl Barks, Daniel Branca, Massimo De Vita und auch Giorgio Cavazzano.

## Donald-Duck-Geschichten (Auswahl)
- 1993: Der Held der Pharaonen (Palaver In The Pyramids), dt. 1993
- 1995: Gefangene des Fischkönigs (Moby Duck), dt. 1995
- 1998: Der Schatz der Geisterberge (Mystery Of The Moaning Mountains), dt. 1998
- 2003: Ein Herz und eine Seele (Role Modeller!), dt. 2003
- 2007: Rollentausch (Stingy Science), dt. 2007
- 2010: Der Knall im All (Rocketmouth), dt. 2010
- 2014: Monster in Shooty Town (Men of Mettle), dt. 2014

## Trivia
- Andersen ist ein Autofanatiker, was sich oftmals in seinen Geschichten widerspiegelt. Das populärste Beispiel ist die Serie Rennstall Duck, die im Micky-Maus-Magazin erschien.
- Der Zeichner hört bevorzugt Heavy Metal und Disco.